# Општина Преспа
Општина Преспа (грч. Δήμος Πρεσπών, Димос Преспон) је општина у западној Егејској Македонији, Грчка. На северу се граничи са општином Ресен (Северна Македонија), на западу са округом Корча (Албанија), а на југу и истоку са општинама Костур и Лерин. Административни центар је село Рамби.
Име је добила по Преспанском језеру, у западном делу општине. Општина Преспа је формирана 1. јануара 2011. године спајањем некадашње две административне јединице — Преспа и Смрдеш. У општини влада оштрија варијанта умерене континенталне климе због знатне надморске висине.
Рељеф општине је претежно планински. Мало Преспанско језеро је најважнија водена површина у општини. Сви водотоци, махом потоци, су притоке језера.

## Насељена места
Општина Преспа је формирана 1. јануара 2011. године спајањем 2 некадашње административне јединице: Преспа и Смрдеш.
- Општинска јединица Преспа: Рамби, Медово, Ахил, Вигла, Винени, Герман, Граждано, Желево, Оштима, Лок, Нивици, Оровник, Буковик, Писодери, Попли, Рудари, Трново, Штрково.
- Општинска јединица Смрдеш: Смрдеш, Брезница, Рулја.